# Rampyari (inslagkrater)
Rampyari is een inslagkrater op de planeet Venus. Rampyari werd in 1997 genoemd naar Rampyari, een Hindoestaanse meisjesnaam.
De krater heeft een diameter van 7,7 kilometer en bevindt zich in het quadrangle Atalanta Planitia (V-4).